# Wolfsbach (Ruhr)
Der Wolfsbach ist ein knapp vier Kilometer langer, nördlicher und rechter Zufluss der Ruhr in den Essener Stadtteilen Bredeney und Werden.

## Geographie

### Verlauf
Der Wolfsbach entspringt auf einer Höhe von etwa 139 m ü. NHN an der Straße Zeißbogen in Bredeney im Wolfsbachtal, einem Kerbtal westlich des Bredeneyer Wasserturms, und fließt nach Süden ab. Er nimmt rechtsseitig das Wasser des Aseybachs auf und mündet auf einer Höhe von etwa 44 m ü. NHN im Stadtteil Werden rechtsseitig in die Ruhr.
Der etwa 3,9 Kilometer lange Lauf des Wolfsbachs endet ungefähr 95 Höhenmeter unterhalb seiner Quelle, er hat somit ein mittleres Sohlgefälle von etwa 24 ‰.

### Einzugsgebiet
Das 3,919 km² große Einzugsgebiet des Wolfsbachs liegt im Ruhrtal und wird durch ihn über die Ruhr und den Rhein zur Nordsee entwässert.
Es grenzt
- im Osten an das Einzugsgebiet der Ruhr,
- im Südwesten an das des Huxoldbachs, der in den Schuirbach mündet,
- im Westen an das des Schuirbachs selbst, der in die Ruhr mündet,
- im Nordwesten an das des Ruhrzuflusses Rumbach und
- im Norden an das des Borbecker Mühlenbachs, der über die Berne und die Emscher in den Rhein entwässert.

### Zuflüsse
- Aseybach (rechts), 1,8 km, 1,56 km², 20,6 l/s

## Geschichte
Carl Günther Ludovici erwähnte ihn 1748 als „Wolfsbach, ein kleiner Fluß im Stifte Werden in der Grafschafft Marck im Westphälischen Creysse, welcher ohnweit der Stadt Werden in die Ruhr fällt.“
Das Fachwerk des Ausflugsrestaurants „Zur Wolfsbachquelle“ aus dem Jahr 1753 wurde im Jahr 1926 an anderer Stelle abgebaut und hier wieder errichtet.